# Pietro Salvo
Pietro Salvo (Porto Maurizio, 1º gennaio 1891 – Oneglia, 5 maggio 1945) è stato un politico italiano.

## Biografia
Commerciante (era negoziante di olio), fu eletto, nel 1929 nel "listone" fascista per la ventottesima legislatura del Regno, fino al 1934.
Successivamente si disinteressò di politica ma nella notte tra il 4 e 5 maggio 1945 fu prelevato dalla polizia partigiana e fucilato insieme ad altri fascisti o presunti tali nella strage di Costa d'Oneglia.